# (228180) Puertollano
(228180) Puertollano est un astéroïde de la ceinture principale.

## Description
(228180) Puertollano est un astéroïde de la ceinture principale. Il fut découvert le 11 octobre 2009 à La Sagra par l'Observatoire astronomique de Majorque. Il présente une orbite caractérisée par un demi-grand axe de 2,18 UA, une excentricité de 0,18 et une inclinaison de 4,3° par rapport à l'écliptique.

## Compléments